# Corbel
Corbel és una lletra tipogràfica de pal sec dissenyada per Jeremy Tankard per Microsoft el 2005. Fa servir la tecnologia ClearType de Microsoft per millorar la qualitat de lectura.

## Característiques
Les seves característiques principals són:
- Traçat fi
- Corbes obertes
- Alçària de les ascendents superior a la de la M
- El ganxo de la Q és un traçat recte que segueix la línia de base
- Cua de la g minúscula
- Com en la Century Gothic, la u minúscula no té traçat vertical.

Segons la classificació Vox-Atypl és una font Líneal neo-grotesca.
La x té una alçària mitjana, com la de Calibri, o Candara; les tres incloses per a Windows a les versions Vista i 7.
Un altre caràcter distintiu són les xifres, que es presenten amb minúscula i majúscula

## Famílies tipogràfiques
- Corbel regular
- Corbel bold
- Corbel italic
- Corbel bold italic